# Kvadratna matrika
Kvadratna matrika je matrika, ki ima isto število vrstic in stolpcev. Njena razsežnost je enaka {\displaystyle n\times n\,}. Red tašne matrike je {\displaystyle n\,}. 
Kvadratna matrika se imenuje obrnljiva, če obstaja takšna matrika {\displaystyle B\,}, da je:
{\displaystyle A.B=I_{n}\!\,.}
Če obstaja samo ena matrika {\displaystyle B\,}, se imenuje obratna matrika matrike {\displaystyle A\,}, označuje pa se jo z {\displaystyle A^{T}\,}.